# 藤阪太郎
藤阪 太郎（ふじさか たろう、1994年6月6日 - ）は、日本の柔道家。大阪府出身。階級は66kg級。身長174cm。血液型はO型。組み手は右組み。段位は四段。得意技は足技。弟は66kg級で活躍している藤阪泰恒。

## 経歴
柔道は5歳の時に明武館田邊道場で始めた。その後に臥牛館道場へ移った。小平第六中学から八王子学園八王子高校へ進むと、3年の時にはインターハイ66kg級に出場するも3回戦で敗れた。
2013年に国士舘大学へ進学すると、2年の時には体重別団体の準決勝で東海大学と対戦するが、髙市賢悟に上四方固で敗れてチームも3位に終わった。全国体育系学生柔道体重別選手権大会では決勝で東海大学1年の浅利昌哉に敗れた。3年の時には学生体重別決勝で大学の1年後輩である磯田範仁を一本背負投で破って優勝を飾った。体重別団体では決勝で東海大学と対戦して髙市と引き分けたが、チームは2位にとどまった。講道館杯では準々決勝で鹿屋体育大学4年の竪山将に背負投で敗れるも、その後敗者復活戦を勝ち上がって3位になった。国際大会初出場となったグランプリ・チェジュでは、準決勝で2013年の世界選手権2位であるカザフスタンのアザマト・ムカノフを送襟絞で破るが、決勝では2014年と2015年の世界選手権2位であるロシアのミハイル・プリャエフに背負投の有効で敗れた。4年の時にはグランプリ・ブダペストで3位に入った。学生体重別では5位に終わり2連覇はならなかった。講道館杯では昨年に続いて3位となった。
2017年には大阪府警の所属になると、体重別では3位になった。アジア選手権では準決勝で韓国のアン・バウルに敗れて3位にとどまった。講道館杯では3年連続で3位になった。2018年のグランプリ・チュニスでは準々決勝でロシアのアラム・グリゴリャンと対戦すると、終了間際に技ありを取られたがすかさず抑え込んで一旦は一本勝ちした。だが、その一本を技ありに格下げされる不可解な判定を食らうも、GSに入って再び抑え込みで技ありを取り、結果として合技一本で勝利した。しかし、その後の決勝ではウズベキスタンのシャフラム・アハドフに指導2でリードしながら、GS含めて11分を超える戦いの末に技ありを取られて2位に終わった。11月の講道館杯では決勝で国士舘大学教員の磯田を小外刈で破って優勝した。グランドスラム・大阪では準決勝でミキハウスの丸山城志郎に反則負けすると、3位決定戦でもグリゴリャンに敗れて5位に終わった。2019年3月のグランドスラム・エカテリンブルグでは準々決勝でイスラエルのタル・フリッカーに技ありで敗れるなどして5位にとどまった。

## 不祥事
2024年12月14日、大阪府警の柔道大会に向けて此花警察署署員から集めた激励金22万円を着服したとして、大阪府警により横領容疑で逮捕された。「ギャンブルなどでつくった借金の返済にあてた」などと容疑を認めているという。2025年1月30日付で大阪府警は懲戒免職処分にした。

## 戦績
- 2014年 - 体重別団体 3位
- 2015年 - 全国体育系学生柔道体重別選手権大会 2位
- 2015年 - 学生体重別 優勝
- 2015年 - 体重別団体 2位
- 2015年 - 講道館杯 3位
- 2015年 - グランプリ・チェジュ 2位
- 2016年 - グランプリ・ブダペスト 3位
- 2016年 - 学生体重別 5位
- 2016年 - 講道館杯 3位
- 2017年 - 体重別 3位
- 2017年 - アジア選手権 個人戦 3位 団体戦 3位
- 2017年 - 講道館杯 3位
- 2018年 - グランプリ・チュニス 2位
- 2018年 - 講道館杯 優勝
- 2018年 - グランドスラム・大阪 5位
- 2019年 - グランドスラム・エカテリンブルグ 5位
- 2019年 - 全国警察柔道選手権大会 2位
- 2020年 - 講道館杯 7位

（出典、JudoInside.com）